# Stefan Heym
Pour les articles homonymes, voir Heym.
Stefan Heym, nom à la naissance Helmut Flieg (10 avril 1913 – 16 décembre 2001), est un écrivain allemand.

## Biographie et carrière

### Jeunesse en Allemagne
Stefan Heym naît sous le nom de Helmut Flieg dans une famille juive matériellement bien située de Chemnitz. Son père tient à ce que son fils bénéficie d'une éducation de qualité, ce qui contribue à ce qu'il devienne un familier du monde des livres. Dès le lycée, le jeune homme s'avère être un esprit contestataire. En 1931, il est renvoyé du lycée à 18 ans pour avoir publié le poème antimilitariste Exportgeschäft (Affaire d'exportation), dans lequel il proteste contre l'envoi en Chine d'officiers allemands qui ont pour mission d'instruire l'armée de Tchang Kaï-chek. Le jeune homme termine ses études secondaires au Lycée Heinrich-Schliemann de Berlin, puis commence des études de journalisme à l'Université Humboldt de Berlin. Il publie déjà des articles et des poèmes dans des journaux.
Après l'avènement des nazis au pouvoir et l'incendie du Reichstag, en 1933, son père est arrêté, mais libéré quelques semaines après. Se sentant en danger, le jeune Flieg s'exile en Tchécoslovaquie, à Prague, où il gagne sa vie en écrivant des articles surtout pour les journaux de langue allemande Prager Tagblatt et Deutsche Zeitung Bohemia, et certains autres qui paraissent dans des journaux de langue tchèque après avoir été traduits. Il avait déjà travaillé et travaille sous divers pseudonymes dont c'est Stefan Heym qui s'impose.

### Aux États-Unis
En 1935, il obtient une bourse de la part d'une association juive américaine d'aide aux étudiants. Il se rend aux États-Unis où il étudie la littérature allemande à l'Université de Chicago. Il termine ses études en 1936 en soutenant un mémoire sur le poème satirique Atta Troll de Heinrich Heine. Depuis son arrivée aux États-Unis, il apprend aussi l'anglais, tout en publiant dans des journaux de langue allemande. De 1937 à 1939, il est, à New York, rédacteur en chef de l'hebdomadaire de langue allemande Deutsches Volksecho, proche du Parti communiste des États-Unis d'Amérique. En 1938, il publie la brochure-pamflet Nazis in U. S. A. À cette époque, il entretient des relations étroites avec des personnalités allemandes en exil, tels Thomas Mann et Ludwig Renn.
Deutsches Volksecho fait faillite en 1939. Heym vit en partie de rares publications dans la presse, mais surtout comme agent commercial d'un imprimeur. La Seconde Guerre mondiale commence la même année, puis, en 1941, les États-Unis en deviennent les participants. En 1942, l'écrivain réussit à se lancer en littérature avec le roman Hostages (Otages), écrit déjà en anglais et ayant pour cadre Prague occupée, où combat la résistance tchèque. Cette œuvre devient tout de suite un best-seller. Les droits d'adaptation sont achetés par Paramount Pictures et le film est présenté en 1943. Ces succès font que Heym n'aient plus de soucis matériels.
La même année, Heym est recruté dans l'armée, où il reçoit la nationalité américaine. Étant un connaisseur natif de l'allemand, il est envoyé à Camp Ritchie, une unité de formation en guerre psychologique. Il devient l'un de ceux qu'on appelle les Ritchie boys. Sa formation inclut l'écriture de manifestes et l'activité dans la radiodiffusion. Vers la fin de l'année, il épouse Gertrude Gelbin, qui travaille chez Metro-Goldwyn-Mayer, et début 1944, il arrive avec l'armée en Angleterre.
Peu après le débarquement de Normandie, Heym aussi y arrive avec une sous-unité nommée « compagnie mobile de radiodiffusion ». Jusqu'à la fin de la guerre, il interroge des prisonniers, il écrit des manifestes et des émission radio, il parle aux soldats allemands sur la ligne du front à partir d'un camion équipé de haut-parleurs, en risquant souvent sa vie. D'abord sous-officier, il devient lieutenant et il est décoré de la médaille Bronze Star.
Après la victoire des Alliés, la tâche de la sous-unité de Heym change. Désormais, elle est de contribuer à l'éducation de la population allemande dans les nouvelles conditions, entre autres en lui faisant connaître les crimes nazis à travers des publications. Ainsi, Heym devient rédacteur des journaux Die Neue Zeitung, basé à Munich, et Ruhr Zeitung, à Essen, jusqu'à ce qu'il entre en conflit avec son commandant, en refusant d'écrire un article antisoviétique. Il est rappelé aux États-Unis et démobilisé.
Les trois années suivantes, l'écrivain travaille à son roman Les Croisés, paru en 1948, directement inspiré de son expérience de la guerre. C'est un succès retantissant.
Stefan Heym continue d'être un sympathisant du communisme et de l'Union Soviétique (URSS), dans des circonstances où celle-ci commence à se confronter avec l'Occident, ce qui mènera bientôt à la Guerre froide. Heym était depuis quelque temps contre le capitalisme en général et contre les injustices sociales, le racisme et la vie politique aux États-Unis en particulier. En 1948, il fait un voyage en Europe, y compris en Tchécoslovaquie, où il trouve que la situation du pays s'améliore après le coup de Prague qui a amené les communistes au pouvoir. Il l'exprime dans le roman The Eyes of Reason (Les yeux de la raison), publié en 1951, qui n'a pas de succès. C'est que dans le pays, les sentiments anticommunistes gagnent de plus en plus de terrain, surtout qu'en 1949 a commencé la campagne initiée par le sénateur Joseph McCarthy contre les intellectuels et les artistes communistes et autres avec des vues politiques de gauche, et que l'année 1950 a été marquée par le déclenchement de la guerre de Corée.

### De nouveau en Allemagne
En 1951, Heym obtient un visa d'entrée en République démocratique allemande (RDA), État créé dans la zone d'occupation soviétique. En 1953, il décide de s'y établir avec sa femme et, dans une lettre ouverte adressée au président Eisenhower il démissionne de la réserve de l'armée américaine, renonce à la nationalité américaine et à la médaille reçue pendant la guerre. Il motive cela par son désaccord avec la participation des États-Unis à la guerre de Corée, avec des criminels de guerre nazis dans l'armée et l'emploi de méthodes immorales.
En RDA, il a une situation avec des aspects contradictoires. Au début, il est privilégié en tant qu'ancien émigré antifasciste. Il est journaliste indépendant et soutient la RDA avec ses articles, ainsi qu'avec ses romans et nouvelles réalistes socialistes. Il est vrai qu'en RDA, l'opposition au régime n'est pas punie aussi massivement et avec autant de cruauté qu'en URSS. Cependant, le stalinisme s'y manifeste avec ses absurdités et sa rigidité, et l'esprit libre de Heym, toujours fidèle aux principes du socialisme, ne peut les accepter. C'est pourquoi il commence à avoir des désaccords avec la direction politique et culturelle. Lors de la révolte populaire de juin 1953, il écrit des articles où il condamne les violences qui surgissent lors des manifestations et s'oppose aux tendances de renverser le régime, mais il exprime de la compréhension pour le mécontentement de la population, en critiquant les mesures qui y ont conduit.
Entre 1954 et 1958, Heym travaille à un roman inspiré des événements de juin 1953, intitulé Der Tag X (Le jour X). Il le fait multiplier en un nombre réduit d'exemplaires et le diffuse parmi des officiels de la culture et des intellectuels. Ceux-ci étant des adeptes rigides du régime, l'apprécient négativement et Heym n'essaye pas de le faire publier. Il en écrira une nouvelle version, intitulée Fünf Tage im Juni (Une semaine en juin. Berlin, 1953), qu'il voudra faire publier aussi bien en RDA qu'en Allemagne de l'Ouest, la République fédérale d'Allemagne (RFA), mais qui ne sera acceptée qu'en cette dernière, où elle paraîtra en 1974.
Dans les années 1960, Heym travaille à deux romans. Die Architekten (Les architectes), où se reflète la condamnation du stalinisme et de ses crimes, à côté de la fidélité de l'auteur au socialisme, n'est pas publié alors, mais seulement en 2000. Contre l'autre, Die Papiere des Andreas Lenz (Les documents d'Andreas Lenz), le régime ne peut rien trouver à redire, parce qu'il a pour cadre la révolution de 1848, et il paraît en 1963.
La situation de Heym change radicalement en 1965. Lors de la XIe session plénière du comité central du parti au pouvoir, Erich Honecker, qui sera plus tard le numéro un du pays, critique Heym avec violence, en l'accusant de faire à l'Ouest de la publicité pour son roman non publié Der Tag X et d'y donner une image fausse de la RDA et de l'URSS. Bien que Heym ne soit pas autrement persécuté, le refus de publier ses œuvres ou l'ajournement de leur publication, les pressions pour qu'il y opère des changements, tout cela mène pratiquement à l'interdiction de publication pour lui, qui durera jusqu'au début des années 1970. De plus, il est affecté dans sa vie privée par la mort de sa femme en 1969. Il se remariera en 1971.
En 1971, quand Honecker arrive à la direction du parti, il se produit un dégel relatif dans la politique culturelle, après que dans une prise de parole, le numéro un du régime se déclare indirectement pour le rejet de l'interprétation dogmatique du réalisme socialiste. Bien que dans des tirages réduits, les livres de Heym peuvent de nouveau paraître en RDA.
L'atmosphère s'alourdit de nouveau en 1976. Un critique acerbe du régime, le poète et auteur-compositeur-interprète Wolf Biermann est laissé aller faire une tournée en RFA mais sa nationalité est-allemande est retirée et on ne le laisse plus retourner en RDA. Cela déclenche des protestations et douze intellectuels et artistes, parmi lesquels Heym, signent une pétition en faveur de Biermann, qu'ils transmettent à la presse occidentale.
Dans les années suivantes, Heym peut publier seulement à l'Ouest. En principe, n'importe qui peut y publier mais seulement après l'approbation d'un organisme de censure. En 1979, Heym publie à l'Ouest le roman Collin sans l'avoir soumis à la censure, après quoi il est exclu de l'union des écrivains et condamné à une amende.
Dans les années 1980, une relative libéralisation a lieu, et d'autres écrivains peuvent déjà publier des œuvres d'un courage comparable à celui de ceux de Heym, mais pour lui l'interdiction de publication dure toujours. Cependant, sa situation s'améliore dans la mesure où on ne lui fait plus de difficultés pour ses publications et apparitions à l'étranger. Il y fait souvent des voyages et il participe à divers événements culturels et politiques. Toujours fidèle à son orientation de gauche, il sait bien utiliser non seulement la presse écrite, mais aussi la télévision pour l'exprimer, ainsi que des idées humanistes de portée générale concernant la paix mondiale, l'interdiction des armes nucléaires, etc..
Dans ces années, le régime est soumis à une pression toujours plus grande, il faiblit et fait des concessions. À partir de 1988, Heym peut de nouveau publier en RDA. Il accueille avec espoir les tendances réformatrices de Mikhaïl Gorbatchev, que la direction de la RDA ne veut pas suivre, mais dans la vie culturelle, la libéralisation se poursuit. L'un des symptômes de ce processus est que la revue officielle de l'union des écrivains accorde de l'attention au 75e anniversaire de Heym. Les manifestations contre le régime sont de plus en plus vigoureuses. En 1989, lors des manifestations de Berlin-Est, Heym prend plusieurs fois la parole. À ces occasions et dans des articles, il prend position pour la conquête de la liberté et de la démocratie, mais aussi pour la sauvegarde d'une Allemagne de l'Est indépendante et socialiste. Il n'est pas le seul à avoir cette position. Fin novembre 1989, il rédige et signe avec 30 autres intellectuels, l'appel Für unser Land (Pour notre pays), qui l'exprime La dernière de ces idées est rejetée par la majorité de la population, comme il en ressort des résultats des élections libres de mars 1990, perdues par les partis de gauche réorganisés.
Après la réunification de l'Allemagne, Heym critique la manière dont se déroule l'intégration de l'Est, qu'il considère comme défavorable pour celui-ci, et il persiste dans son attitude contre le capitalisme et pour le socialisme. Il n'adhère à aucun parti mais il est candidat indépendant aux élections de 1994, sur la liste ouverte du Parti du socialisme démocratique, héritier du parti au pouvoir en RDA. Il est élu par vote directe député au Bundestag d'une circonscription de Berlin, et il ouvre la première séance du nouveau parlement en tant que doyen. Il a à affronter des accusations de collaboration avec la Stasi, la police politique de la RDA, qui s'avèrent être infondées. En octobre 1995, il renonce à son mandat en signe de protestation contre une proposition d'augmentation de l'indemnisation des députés.

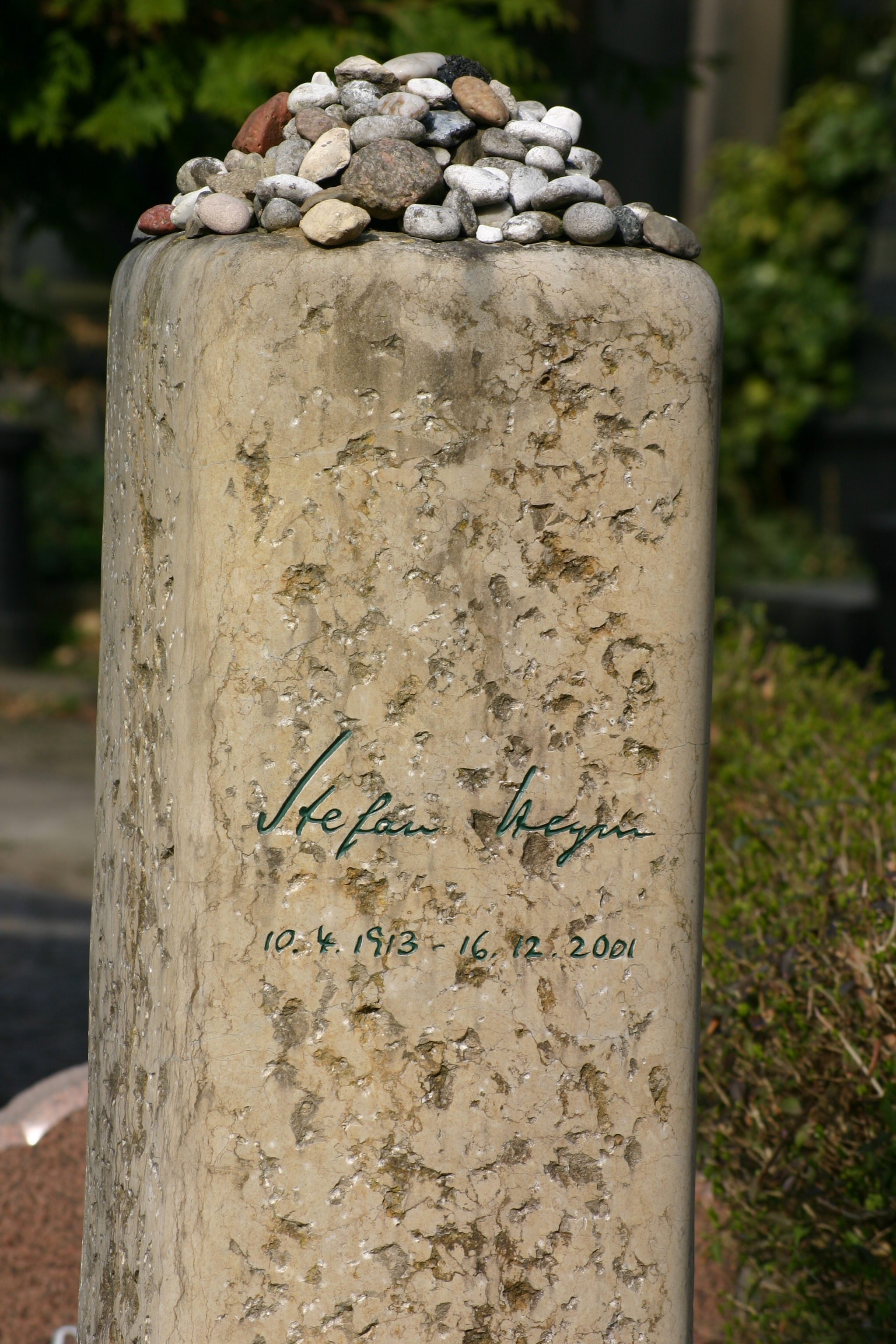
Pierre tombale de Stefan Heym

Il meurt brusquement d'une crise cardiaque en 2001, en Israël, après avoir donné une conférence sur Heinrich Heine.

## Principales œuvres
Stefan Heym a laissé une œuvre vaste, composée pour la plupart de romans, de nouvelles et d'articles de presse. Dans la première partie de sa carrière, il a écrit en allemand, puis, aux États-Unis, en allemand et en anglais, après avoir appris cette langue. De retour en Allemagne, il a recommencé à écrire en allemand, mais n'a pas abandonné l'anglais. Certaines de ses œuvres ont d'abord été écrites en cette langue en Allemagne aussi. Il a traduit lui-même une partie de ses œuvres en allemand ou en anglais, en fonction de la langue de la première version.

### Parues d'abord en anglais
- Nazis in U. S. A. (Nazis aux États-Unis), New York, 1938 – brochure-pamphlet[28]
- Hostages (Otages), New York, 1942 – roman
- Of Smiling Peace (Sur la paix souriante), Boston, 1944 – roman
- The Crusaders (Les Croisés), Boston, 1948 – roman
- The Eyes of Reason (Les yeux de la raison), Boston, 1951 – roman
- Goldsborough, Leipzig, 1953 – roman
- The Cosmic Age (L'âge cosmique), New Delhi, 1959 – reportage
- Uncertain Friend (Un ami incertain), Londres, 1969 – roman

### Parues d'abord en allemand
- Die Kannibalen und andere Erzählungen (Les cannibales et autres récits), Leipzig, 1953[29]
- Schatten und Licht (Ombre et lumière) , Leipzig, 1960 – nouvelles
- Die Papiere des Andreas Lenz (Les documents d'Andreas Lenz), Leipzig, 1963 – roman
- Die Schmähschrift oder Königin gegen Defoe (La diatribe ou La reine contre Defoe), Zurich, 1970 – roman court
- Der König David Bericht (Chronique du roi David), Munich, 1972 – roman
- Fünf Tage im Juni (Une semaine en juin. Berlin, 1953), Vienne, 1974 – roman
- Collin, Munich, 1979 – roman
- Ahasver (Ahasver le juif errant), Munich, 1981 – roman
- Schwarzenberg, Munich, 1984 – roman
- Nachruf (Autobiographie), Munich, 1988
- Stalin verlässt den Raum (Staline quitte la pièce), Leipzig, 1990 – recueil d'articles
- Radek, Munich, 1995 – roman[30]
- Pargfrieder, Munich, 1998 – roman[31]
- Die Architekten (Les Architectes), Munich, 2000 – roman écrit dans les années 1960[32]

## Réception de l'œuvre
Heym était un auteur à succès grâce à son talent, mais aussi controversé, à cause de ses vues politiques. Son premier roman, Otages (1942), a tout suite été un bestseller, car il répondait aux attentes du public d'un pays engagé dans la guerre. Son roman monumental Les Croisés (1948) a joui d'un succès encore plus grand, étant parfois qualifié comme l'œuvre la plus importante sur la Seconde Guerre mondiale. Plus tard, sa Chronique du roi David a connu un succès comparable aux précédents, par sa condamnation du tyrannie sous le masque plein d'esprit d'une parodie du style biblique.
Les critiques négatives à l'adresse de Heym étaient plutôt extra-littéraires. Elles se dirigeaient, par exemple, contre ses articles où il prenait la défense de la RDA.
Heym est considéré comme l'un des plus importants écrivains de langue allemande, jouissant aussi d'une reconnaissance internationale. Ses œuvres sont traduites dans une trentaine de langues : russe, polonais, tchèque, hongrois, chinois, grec, tamoul, etc.. Quelques-unes de ses œuvres sont traduites en français aussi :
- Otages, Alger, G.-E. Pinaud, 1946
- Les Croisés, Paris, Gallimard, 1950
- Les yeux de la raison, Gallimard, 1954
- L'âge cosmique, Paris, Les Éditeurs Français Réunis, 1959
- Une semaine en juin (Berlin, 1953), Paris, Jean-Claude Lattès, collection La Nuée Bleue, 1990,  (ISBN 2-7165-0128-9)
- Chronique du roi David, Paris, Métailié, 1991,  (ISBN 2-86424-173-0)
- Ahasver le juif errant, Lausanne, L'Âge d'homme, 1991,  (ISBN 2-8251-0062-5)
- Les Architectes, Paris, Zulma, 2008,  (ISBN 978-2-84304-439-7)

## Adaptations
- Hostages (1943) – film de cinéma[35]
- Collin (1981) – téléfilm[36]
- Lenz oder die Freiheit (Lenz ou La liberté) (1986) – mini-série d'après le roman Die Papiere des Andreas Lenz[37]
- Schwarzenberg (1989) – mini-série[38]
- Die Frau des Architekten (La femme de l'architecte) (2004) – téléfilm d'après le roman Die Architekten[39]

## Principales distinctions
- 1953 – Prix Heinrich-Mann de l'Académie des Arts de la RDA[40]
- 1959 – Prix National de la RDA, IIe classe[41]
- 1990 – Doctorat honoris causa de l'Université de Berne[42]
- 1991 – Doctorat honoris causa en lettres de l'Université de Cambridge[43]
- 1993 – Prix Jérusalem[44]
- 2001 – Citoyenneté d'honneur de la ville de Chemnitz[45]